# Den vita haren
Den vita haren är en finlandssvensk julkalender i Yle från 1998. Kalendern har även visats i SVT år 2000.

## Handling
Julkalendern handlar om en siciliansk familj harar. Pappa Hare har valts ut att läsa upp julfreden men blir bortrövad av svarta fåglar. Mamma Hare och alla harbarnen letar efter pappan på en resa från Sicilien till Lappland. De får också två tomtar till hjälp.

## Rollista
- Henrika Andersson - mamma, baby
- Mikaela Hasan - Alia
- Robert Enckell - pappa, Augusto
- Sixten Lundberg - tomten Mutter
- Mikael Rejström - tomten Skruf
- Paul Olin
- Peppe Forsblom
- Sue Lemström
- Mitja Siren
- Hellen Willberg
- Nina Granvik
- Jonte Ramsten

## Om julkalendern
Julkalendern spelades in med hjälp av blue screen-teknik vilket Yle inte hade använt tidigare för att spela in en hel TV-serie.